# Cody Lindenberg
Cody Lindenberg (Anoka, 15 gennaio 2002) è un giocatore di football americano statunitense che milita nel ruolo di linebacker per i Las Vegas Raiders della National Football League (NFL). Al college ha giocato per Minnesota.

## Carriera universitaria
Lindenberg, originario di Anoka in Minnesota, cominciò a giocare a football nella locale Anoka High School. Valutato come un prospetto medio (tre stelle su cinque) per il college football, nel 2020 andò a giocare per l'Università del Minnesota con i Golden Gophers impegnati nella Big Ten Conference (B1G) della Divisione I della Football Bowl Subdivision (FBS) della NCAA.
Nei suoi primi quattro anni con i Golden Gophers, dal 2020 al 2023, collezionò complessivamente 26 presenze mettendo a tabellino 115 tackle, due passaggi deviati e un sack. Sfruttò quindi la possibilità, data dalla NCAA ai giocatori che avevano disputato la stagione 2020 limitata dalla pandemia di COVID-19, di giocare un ulteriore anno nel college, tornando con i Golden Gophers anche per il 2024. In questa sua ultima stagione giocò 12 gare da titolare, guidando la squadra con 94 tackle e collezionando anche sei passaggi deviati, un intercetto e un sack, venendo quindi inserito nel First-Team All-B1G.
Premi e riconoscimenti
- First-Team All-B1G (2024)

## Carriera professionistica

### Las Vegas Raiders
Il 26 aprile 2025 Lindenberg fu selezionato nel 7º giro del Draft NFL 2025, con la 222ª scelta assoluta, dai Las Vegas Raiders. L'8 maggio Lindenberg firmò il suo contratto da rookie, un accordo quadriennale da 4,34 milioni di dollari totalmente garantiti.